# Leichtathletik-Halleneuropameisterschaften 2021/Teilnehmer (Slowenien)
| Gelbes Symbol für Goldmedaillen mit stilisierten Olympischen Ringen | Graues Symbol für Silbermedaillen mit stilisierten Olympischen Ringen | Braundes Symbol für Bronzemedaillen mit stilisierten Olympischen Ringen |
| ------------------------------------------------------------------- | --------------------------------------------------------------------- | ----------------------------------------------------------------------- |
| —                                                                   | 1                                                                     | —                                                                       |

Aus Slowenien nahmen acht Athletinnen und sechs Athleten bei den Leichtathletik-Halleneuropameisterschaften 2021 in Toruń teil, die eine Silbermedaille errangen.
Wegen einer positiven Testung auf SARS-CoV-2 wurde die slowenische Mannschaft vorübergehend isoliert, weshalb Tilen Ovniček seinen Start beim 60-Meter-Lauf verpasste.

## Ergebnisse

### Frauen

#### Laufdisziplinen
| Athletin              | Disziplin | Vorlauf                      | Vorlauf                      | Halbfinale                   | Halbfinale                   | Finale                       | Finale                       |
| Athletin              | Disziplin | Zeit                         | Platz                        | Zeit                         | Platz                        | Zeit                         | Platz                        |
| --------------------- | --------- | ---------------------------- | ---------------------------- | ---------------------------- | ---------------------------- | ---------------------------- | ---------------------------- |
| Maja Mihalinec Zidar  | 60 m      | 7,31 s                       | 11                           | 7,25 s                       | 4                            | 7,26 s                       | 5                            |
| Anita Horvat          | 800 m     | 2:06,08 min                  | 22                           | nicht qualifiziert           | nicht qualifiziert           | nicht qualifiziert           | nicht qualifiziert           |
| Jerneja Smonkar       | 800 m     | 2:05,44 min                  | 15                           | nicht qualifiziert           | nicht qualifiziert           | nicht qualifiziert           | nicht qualifiziert           |
| Klara Lukan           | 3000 m    | 9:06,82 min                  | 18                           | nicht qualifiziert           | nicht qualifiziert           | nicht qualifiziert           | nicht qualifiziert           |
| Maruša Mišmaš Zrimšek | 3000 m    | DQ (Spurverletzung TR17.3.2) | DQ (Spurverletzung TR17.3.2) | DQ (Spurverletzung TR17.3.2) | DQ (Spurverletzung TR17.3.2) | DQ (Spurverletzung TR17.3.2) | DQ (Spurverletzung TR17.3.2) |

#### Sprung/Wurf
| Athletin         | Disziplin      | Qualifikation | Qualifikation | Finale             | Finale             |
| Athletin         | Disziplin      | Höhe/Weite    | Platz         | Höhe/Weite         | Platz              |
| ---------------- | -------------- | ------------- | ------------- | ------------------ | ------------------ |
| Lia Apostolovski | Hochsprung     | 1,87 m SB     | 9             | nicht qualifiziert | nicht qualifiziert |
| Tina Šutej       | Stabhochsprung | –––           | –––           | 4,70 m             | Silber             |
| Neja Filipič     | Dreisprung     | 14,09 m PB    | 6             | 14,02 m            | 8                  |

### Männer

#### Laufdisziplinen
| Athlet            | Disziplin | Vorlauf     | Vorlauf | Halbfinale         | Halbfinale         | Finale             | Finale             |
| Athlet            | Disziplin | Zeit        | Platz   | Zeit               | Platz              | Zeit               | Platz              |
| ----------------- | --------- | ----------- | ------- | ------------------ | ------------------ | ------------------ | ------------------ |
| Tilen Ovniček     | 60 m      | DNS         | DNS     | DNS                | DNS                | DNS                | DNS                |
| Gregor Grahovac   | 400 m     | 47,84 s     | 34      | nicht qualifiziert | nicht qualifiziert | nicht qualifiziert | nicht qualifiziert |
| Luka Janežič      | 400 m     | 46,73 s SB  | 5       | 47,25 s            | 11                 | 47,22 s            | 6                  |
| Lovro Mesec Košir | 400 m     | 47,47 s     | 25      | nicht qualifiziert | nicht qualifiziert | nicht qualifiziert | nicht qualifiziert |
| Žan Rudolf        | 800 m     | 1:49,88 min | 19      | nicht qualifiziert | nicht qualifiziert | nicht qualifiziert | nicht qualifiziert |

#### Sprung/Wurf
| Athletin | Disziplin  | Qualifikation | Qualifikation | Finale             | Finale             |
| Athletin | Disziplin  | Weite         | Platz         | Weite              | Platz              |
| -------- | ---------- | ------------- | ------------- | ------------------ | ------------------ |
| Jan Luxa | Dreisprung | 15,78 m       | 12            | nicht qualifiziert | nicht qualifiziert |